# 신의 퀴즈
《신의 퀴즈》는 OCN에서 2010년 10월 8일부터 2010년 12월 10일까지 방영된 메디컬 범죄 수사극이다.

## 등장 인물

### 주요 인물
- 류덕환 : 한진우 역(아역 안도규) - 한국대 병원 신경외과 전문의. 한국의대 지역 법의관 사무소 촉탁의
- 윤주희 : 강경희 역 - 한국의대 지역 법의관 사무소 사건 전담. 경찰청 특수 수사계 형사
- 최정우 : 장규태 역 - 한국대 병원 희귀병 클리닉 센터장. 진우의 지도교수
- 박준면 : 조영실 역 - 한국의대 지역 법의관 사무소 소장, 법의관 (부검의)
- 김대진 : 김성도 역 - 한국의대 지역 법의관 사무소 연구관 (부검의)
- 박다안 : 고윤정 역 - 한국의대 지역 법의관 사무소 연구사 (부검의)
- 김건우 : 남주남 역 - 한국대 병원 임상병리학과 병리사

### 그 외 인물
- 홍태영 : 소율 역 - 막내 연구원
- 추승욱 : 박도준 역 - 경찰청 특수 수사계 팀장, 형사
- 유해정 : 이은옥 역
- 유병훈 : 이도춘 역 - 범인, 이은옥의 삼촌
- 성노진 : 범인 역
- 김종규
- 김영웅
- 김봉수
- 안민영
- 김병진
- 채영현
- 서호철 : 소속사 김사장의 변호사 역
- 심영민
- 권정미 : 애슐리 - 'Jess'의 멤버
- 한정훈
- 최고은
- 최한호
- 성현준
- 김서정 : 'Jess'의 멤버
- 홍선경 : 'Jess'의 멤버
- 박노식 : 최경호 역
- 이아인 : 홍성미 역 - 최경호의 공범
- 박상조
- 박현진
- 한진석
- 양동준
- 박경찬
- 이창수
- 반성걸
- 임화영 : 이여랑 역
- 이새로미 : 최옥정 역 - 비류, 이여랑의 어머니
- 김승연 : 옆집 무속인 역
- 박정선 : 이여훈 역 - 이여랑의 오빠
- 정재훈 : 김석훈 역 - 이여랑의 남자친구
- 김익
- 이정제
- 반혜라 : 김한규 일병의 어머니 역
- 임제노 : 이준서 역
- 정시연 : 이준서를 납치한 범인 역
- 박정숙
- 전병철 : 이준서의 아버지 역
- 조민서
- 한성용
- 구중림
- 이승주
- 정은표 : 호영철 역 - 산부인과 의사
- 이연재 : 이유나 역 - 레스토랑 직원
- 이나경 : 이유나와 같은 레스토랑 직원
- 김자영 : 이유나의 어머니 역
- 강재섭
- 노연희
- 이혜라
- 이달형 : 동철 역 - 보험사 직원
- 김홍근 : 김선규 역 (아역 김태연)
- 정형석 : 홍주현의 남편 역
- 오선화 : 홍주현 역 (아역 노정의)
- 이우진
- 금준희 : 분식집 아줌마 역
- 이윤선 : 부동산 중개업자 역
- 장대웅
- 서지승 : 김시은 역 (아역 박수민)
- 오아랑 : 김시은의 어머니
- 윤선우 : 준형 역 - 김시은의 남자친구
- 김원범
- 진태아
- 천세명
- 염소연
- 윤원선
- 유형균
- 조민성
- 하지윤
- 김종핀
- 안용준 : 정하윤 역 (아역 박지우)
- 장경희
- 송이주
- 최영준
- 조진희
- 박건락
- 이재순
- 윤태수
- 김민채

### 특별출연
- 김태우 : 강재석 역 (1회)
- 김병옥 : 'Jess'의 소속사 김사장 역 (2회)

## 회차별 부제와 희귀난치성질환명
| 2010년 | 2010년    | 2010년                 | 2010년                       |
| 회차   | 방송 일자 | 제목                   | 희귀질환명                   |
| ------ | --------- | ---------------------- | ---------------------------- |
| 1회    | 10월 8일  | 드라큘라의 비극        | 포르피린증                   |
| 2회    | 10월 15일 | 잃어버린 아이돌의 도시 | 길랭-바레 증후군 (AIDP)      |
| 3회    | 10월 22일 | 어쌔신                 | 지방이영양증                 |
| 4회    | 10월 29일 | 신이 내린 딸           | 근이영양증                   |
| 5회    | 11월 5일  | 단백질 추적자          | 페닐케톤뇨증 (PKU)           |
| 6회    | 11월 12일 | 팬 데쓰                | 난소 과자극 증후군           |
| 7회    | 11월 19일 | 종이인형               | 엘러스-단로스 증후군         |
| 8회    | 11월 26일 | 마지막 선물            | RAS (Reflex Anoxic Seizures) |
| 9회    | 12월 3일  | 타나토스 1, 2부        | 서번트 증후군 (천재 증후군)  |
| 10회   | 12월 10일 | 타나토스 1, 2부        | 서번트 증후군 (천재 증후군)  |

## OST

### Part. 1
| #  | 제목               | 가수 | 재생 시간 |
| -- | ------------------ | ---- | --------- |
| 1. | 〈너에게 가는 길〉 | 라미 |           |
| 2. | 〈불러봐도〉       | 라미 |           |

### Part. 2
| #  | 제목            | 가수   | 재생 시간 |
| -- | --------------- | ------ | --------- |
| 1. | 〈참아도 차마〉 | 김동민 |           |
| 2. | 〈너 없이는〉   | 서록K  |           |

### Part. 3
| #  | 제목         | 가수           | 재생 시간 |
| -- | ------------ | -------------- | --------- |
| 1. | 〈실월〉     | 정란           |           |
| 2. | 〈Just Cry〉 | 김지연, 문상호 |           |

| OCN 오리지널 시리즈 (토일)                   | OCN 오리지널 시리즈 (토일)                     | OCN 오리지널 시리즈 (토일)                |
| 이전 작품                                    | 작품명                                         | 다음 작품                                 |
| -------------------------------------------- | ---------------------------------------------- | ----------------------------------------- |
| 썸데이 (2006년 11월 11일 ~ 2006년 12월 29일) | 신의 퀴즈 (2010년 8월 10일 ~ 2010년 12월 10일) | 야차 (2010년 12월 10일 ~ 2011년 2월 25일) |